# Edwin Brzostowski
Edwin Brzostowski (ur. 28 kwietnia 1924 w Korytowie, zm. 24 grudnia 1997 w Grudziądzu) – grudziądzki działacz kulturalny.
Syn Stanisława Brzostowskiego, listonosza, i Elżbiety z d. Fierek. Ukończył średnią Szkołę Budowy Maszyn w Grudziądzu. W latach 1952–1981 był zatrudniony w Pomorskiej Odlewni i Emalierni, gdzie pracował jako konstruktor, kierownik inwestycji, kierownik techniczny, samodzielny kontroler jakości i specjalista do spraw inwestycji.
Był działaczem Komisji Społecznych Opiekunów Zabytków przy Oddziale PTTK i Towarzystwa Opieki nad Zabytkami. W 1986 był współorganizatorem i przewodniczącym Koła Miłośnikow Dziejów Grudziądza (KMDG) i członkiem zarządu Grudziądzkiego Towarzystwa Kultury, opublikował liczne artykuły na temat historii miasta, był bibliofilem i kolekcjonerem ekslibrisów.